# 男鹿高原站

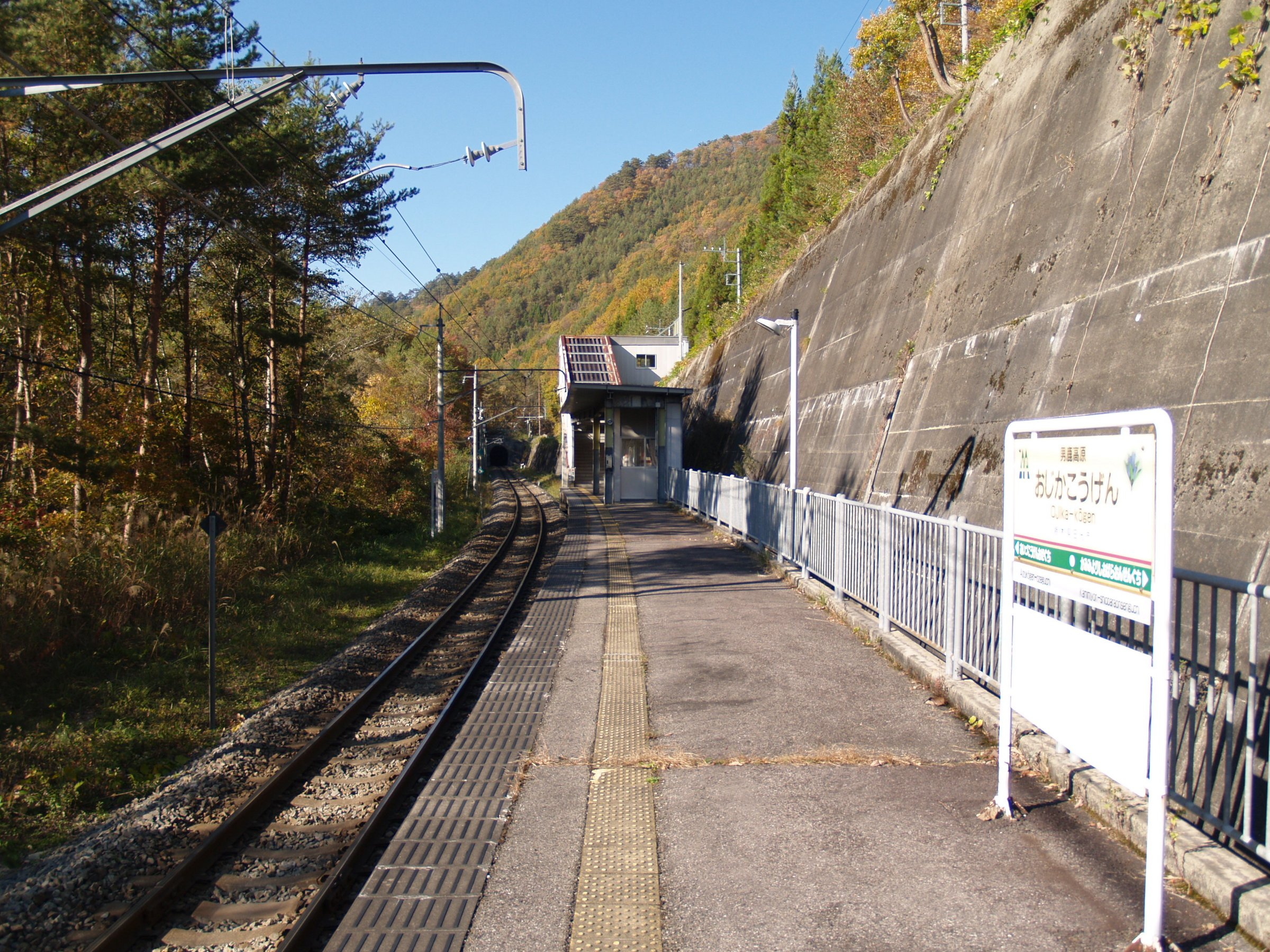
月台（2011年10月）

男鹿高原站（日语：／ Ojika-kōgen eki */?）是位於栃木縣日光市橫川680番5號，野岩鐵道的會津鬼怒川線車站。車站位於海拔759.7米。此站是會津鬼怒川線內唯一所有快速「AIZU山特快」通過的車站。特急「Revaty會津」晚上設有上行1班停站。

## 歷史
- 1986年（昭和61年）10月9日 - 車站啟用。

## 車站構造
本站是地面車站，設有1面1線的單式月台。月台位於路塹內。

## 利用狀況
在2016年度，1年總乘車人次為352人。即是一日平均乘車人次為0.96人，在野岩鐵道線內最少人使用的車站。
以下為近年乘車人次變化。
| 年度               | 一年總 乘車人次 | 一日平均 乘車人次 |
| ------------------ | --------------- | ----------------- |
| 2008年（平成20年） | 509             | 1.39              |
| 2009年（平成21年） | 881             | 2.41              |
| 2010年（平成22年） | 393             | 1.08              |
| 2011年（平成23年） | 327             | 0.89              |
| 2012年（平成24年） | 365             | 1.00              |
| 2013年（平成25年） | 289             | 0.79              |
| 2014年（平成26年） | 363             | 0.99              |
| 2015年（平成27年） | 272             | 0.74              |
| 2016年（平成28年） | 352             | 0.96              |

## 車站周邊
國道121號「橫川土産中心」位於車站西邊約300米。站前設有小路前往國道。在小路上設有野岩鐵道男鹿高原變電站和男鹿高原站前廣場緊急直升機坪。從車站沿小路前進600米後便到達國道。在國道上設有數間餐廳和男鹿川的不動瀑布。
由於站前設有少量設施，因此此站成為「秘境車站」之一。在2020年（令和2年）6月6日時間表修正起，半數停站的特急「Revaty會津」會通過此站，停站班次減少。連接淺草站方向的方便性減低。

## 相鄰車站
野岩鐵道
■會津鬼怒川線
- ■部分特急「Revaty會津」停車站（只有上行1班停站）

□快速「AIZU山特快」
通過
■普通
上三依鹽原溫泉口－男鹿高原－會津高原尾瀨口

## 注腳
1. ↑  東武鉄道で行く秘境、男鹿高原でゆったりハイキング （页面存档备份，存于）（日語）
2. 1 2  栃木県統計年鑑 （页面存档备份，存于）（日語）

## 外部連結
- 野岩鐵道 男鹿高原站 （页面存档备份，存于）（日語）